# Christel Loetzsch
Christel Loetzsch, née le 20 juin 1986 à Annaberg-Buchholz en Allemagne, est une mezzo-soprano allemande.

## Biographie

### Formation
Christel Loetzsch est diplômée de l'école de musique de Karlsruhe, après quoi elle étudie d'abord à la Hochschule für Musik Franz Liszt Weimar, puis poursuit ses études au conservatoire Giuseppe Verdi de Milan à partir d'octobre 2010. Elle obtient son diplôme de master avec le professeur Carola Guber à l'École supérieure de musique et de théâtre Felix Mendelssohn Bartholdy de Leipzig au printemps 2018.[réf. nécessaire]
La participation aux master class et à l'enseignement de la professeure Brigitte Fassbaender, Gwyneth Jones, Manfred Jung et Catherine Foster (en) donne de nombreuses impulsions à sa carrière.
Elle est détentrice de la bourse Richard Wagner de la ville de Weimar, de la bourse Carl Müllerhartung et du Concours de chant Cantilena de la Fondation des jeunes musiciens de Bayreuth.[réf. nécessaire]

### Débuts professionnels
Durant l'été 2012, Christel Loetzsch fait ses débuts dans une nouvelle production de Franco Zeffirelli dans le rôle de Zerlina dans Don Giovanni de Wolfgang Amadeus Mozart aux Arènes de Vérone sous la direction de Daniel Oren.
Durant l'été 2013, elle fait ses débuts à l'Opéra de San Francisco avec le rôle de Dorabella dans Così fan tutte sous la direction de Nicola Luisotti (en),.
Christel Loetzsch a été membre du jeune Ensemble du Semperoper de Dresde pendant deux saisons, 2012/13 et 2013/14 ; elle y fait ses débuts dans des rôles tels que Hänsel (Hänsel et Gretel de Humperdink), Rossini (Il barbiere di Siviglia), Cherubini (Les Noces de Figaro), Oberto (Alcina) ainsi que dans les nouvelles productions des opéras Simon Boccanegra, Moskau Tscherjomuschi, Manon Lescaut, et a travaillé avec des metteurs en scène comme Axel Köhler et Christine Mielitz.
Pendant cette période, Christel Loetzsch a pu acquérir de l'expérience auprès de chefs d'orchestre tels que Christian Thielemann, Omer Meir Wellber et Constantin Trinks.
Pendant la saison 2015/16, Christel Loetzsch a rejoint le Thuringia Theatre & Philharmonic Ensemble de Gera / Altenburg avec de nombreux débuts réussis, y compris Octavian, Maddalena, Nancy (Martha), Ljuboff (Masepa-Tschaikovsky) et Leokadja Begbick en Mahagonny.
En 2018, elle chante son premier rôle de Wagner, la Fricka dans la Tétralogie au Landestheater de Niederbayern.
En été 2019, elle fait ses débuts à l’Opéra La Monnaie de Munt à Bruxelles dans le rôle d’une des sorcières de Macbeth, une création de Pascal Dusapin.
En novembre 2020, elle chante à la Philharmonie de Paris avec l'orchestre de Paris Penthesilea dans "Penthesilea" de Pascal Dusapin, s’ensuivent « Le soleil des eaux » de Pierre Boulez sous de direction de Klaus Mäkelä. En 2021, elle fait "Pierrot lunaire" ensemble avec Marek Janowski et la Philharmonie de Dresde.
En 2022 elle fait ses débuts au Festival d'Aix-en-Provence dans le rôle du Jeune Dante dans « Il viaggio, Dante »  de Pascal Dusapin. Elle chanta le rôle de Floßhilde dans Rheingold et Götterdämmerung , et également la Schwertleite dans la Walkyrie de Richard Wagner pendant la représentation et l’enregistrement historique avec la Philharmonie de Dresde sous la direction de Marek Janowski en octobre 2022.